# Longslakken
De longslakken (Pulmonata) vormden een orde van weekdieren (Mollusca) die behoren tot de slakken (Gastropoda). In de huidige taxonomie vormen de Pulmonata een infraklasse. De longslakken nemen met longen zuurstof tot zich en worden onderscheiden van kieuwslakken, slakken die zuurstof via kieuwen opnemen.

## Kenmerken
De schelpen van deze slakken kunnen aanzienlijke afmetingen bereiken, maar kunnen ook gereduceerd zijn, zich binnenin het lichaam bevinden, of geheel ontbreken. Alle soorten zijn hermafrodiet en ze hebben (met uitzondering van de Amphiboloidea) geen operculum.

## Verspreiding en leefgebied
De meeste soorten komen voor op het land of in zoet water. Een aantal soorten, zoals Myosotella myosotis (Muizenoortje), leeft nabij de kust (op kwelders) en heeft een amfibische levenswijze. 

## Taxonomie volgens WoRMS

### (Super)orden
- Hygrophila
- Stylommatophora
- Systellommatophora

### Families
- Bradybaenidae Pilsbry, 1934
- Caryodidae Connolly, 1915
- Punctidae Morse, 1864
- Rhytididae Pilsbry, 1893
- Scolodontidae H. B. Baker, 1925
- Testacellidae Cuvier, 1800